# NGC 4875
NGC 4875 é uma galáxia lenticular (S0) localizada na direcção da constelação de Coma Berenices. Possui uma declinação de +27° 54' 27" e uma ascensão recta de 12 horas, 59 minutos e 38,1 segundos.
A galáxia NGC 4875 foi descoberta em 16 de Maio de 1885 por Guillaume Bigourdan.